# Graptodytes aequalis
Graptodytes aequalis är en skalbaggsart som först beskrevs av Zimmermann 1918.  Graptodytes aequalis ingår i släktet Graptodytes och familjen dykare. Inga underarter finns listade i Catalogue of Life.